# Massue (zoologie)
Pour les articles homonymes, voir Massue.
En zoologie, une massue est une masse osseuse au bout de la queue de certains dinosaures et mammifères, particulièrement chez les ankylosauridés et les glyptodontes. On pense que c'était une forme d'armure ou d'arme utilisée pour se protéger des prédateurs, de façon très semblable aux pointes de la queue, possédées par les stegosauridés, bien que, du moins chez les glyptodontes, on suppose qu'il pouvait servir d'objet de parade. 
Parmi les dinosaures, on trouvait la massue principalement chez les ankylosauridés, bien que le sauropode Shunosaurus possédât également une massue caudale. La massue caudale est le plus souvent représentée chez l’Ankylosaurus, spécialement lors de rencontres avec de plus gros prédateurs tels que le tyrannosaure. Que l’Ankylosaurus ait été ou non réellement capable de balancer sa queue avec suffisamment de force pour être invulnérable reste encore à prouver.
L'extrémité de la queue des stégosauriens, armée de 4 à 10 pointes ou piques, est plutôt appelée un thagomizer.

## Sources
- (en) Cet article est partiellement ou en totalité issu de l’article de Wikipédia en anglais intitulé « Club (anatomy) » (voir la liste des auteurs).